# First Division 1957-1958
La First Division 1957-1958 è stata la 59ª edizione della massima serie del campionato inglese di calcio, disputato tra il 24 agosto 1957 e il 30 aprile 1958 e concluso con la vittoria del Wolverhampton, al suo secondo titolo.
Capocannoniere del torneo è stato Bobby Smith (Tottenham) con 36 reti.

## Stagione

### Novità
Al posto delle retrocesse Cardiff City e Charlton sono saliti dalla Second Division il Leicester City e il Nottingham Forest.

## Squadre partecipanti
| Squadra           | Stagione | Città               | Stadio               | Stagione precedente                   |
| ----------------- | -------- | ------------------- | -------------------- | ------------------------------------- |
| Arsenal           | dettagli | Londra              | Highbury             | 5º posto in First Division            |
| Aston Villa       | dettagli | Birmingham          | Villa Park           | 10º posto in First Division           |
| Birmingham City   | dettagli | Birmingham          | St Andrew's          | 12º posto in First Division           |
| Blackpool         | dettagli | Blackpool           | Bloomfield Road      | 4º posto in First Division            |
| Bolton            | dettagli | Bolton              | Burnden Park         | 9º posto in First Division            |
| Burnley           | dettagli | Burnley             | Turf Moor            | 7º posto in First Division            |
| Chelsea           | dettagli | Londra              | Stamford Bridge      | 13º posto in First Division           |
| Everton           | dettagli | Liverpool           | Goodison Park        | 15º posto in First Division           |
| Leicester City    | dettagli | Leicester           | Filbert Street       | 1º posto in Second Division, promosso |
| Leeds Utd         | dettagli | Leeds               | Elland Road          | 8º posto in First Division            |
| Luton Town        | dettagli | Luton               | Kenilworth Road      | 16º posto in First Division           |
| Manchester City   | dettagli | Manchester          | Maine Road           | 18º posto in First Division           |
| Manchester Utd    | dettagli | Manchester          | Old Trafford         | 1º posto in First Division            |
| Newcastle Utd     | dettagli | Newcastle upon Tyne | St James' Park       | 17º posto in First Division           |
| Nottingham Forest | dettagli | Nottingham          | City Ground          | 2º posto in Second Division, promosso |
| Portsmouth        | dettagli | Portsmouth          | Fratton Park         | 19º posto in First Division           |
| Preston N.E.      | dettagli | Preston             | Deepdale             | 3º posto in First Division            |
| Sheffield Weds    | dettagli | Sheffield           | Hillsborough Stadium | 14º posto in First Division           |
| Sunderland        | dettagli | Sunderland          | Roker Park           | 20º posto in First Division           |
| Tottenham         | dettagli | Londra              | White Hart Lane      | 2º posto in First Division            |
| West Bromwich     | dettagli | West Bromwich       | The Hawthorns        | 11º posto in First Division           |
| Wolverhampton     | dettagli | Wolverhampton       | Molineux Stadium     | 6º posto in First Division            |

## Classifica finale
|       | Pos. | Squadra           | Pt | G  | V  | N  | P  | GF  | GS  | Med   |
| ----- | ---- | ----------------- | -- | -- | -- | -- | -- | --- | --- | ----- |
|       | 1.   | Wolverhampton     | 64 | 42 | 28 | 8  | 6  | 103 | 47  | 2.191 |
|       | 2.   | Preston N.E.      | 59 | 42 | 26 | 7  | 9  | 100 | 51  | 1.961 |
|       | 3.   | Tottenham         | 51 | 42 | 21 | 9  | 12 | 93  | 77  | 1.208 |
|       | 4.   | West Bromwich     | 50 | 42 | 18 | 14 | 10 | 92  | 70  | 1.314 |
|       | 5.   | Manchester City   | 49 | 42 | 22 | 5  | 15 | 104 | 100 | 1.040 |
|       | 6.   | Burnley           | 47 | 42 | 21 | 5  | 16 | 80  | 74  | 1.081 |
|       | 7.   | Blackpool         | 44 | 42 | 19 | 6  | 17 | 80  | 67  | 1.194 |
|       | 8.   | Luton Town        | 44 | 42 | 19 | 6  | 17 | 69  | 63  | 1.095 |
|       | 9.   | Manchester Utd    | 43 | 42 | 16 | 11 | 15 | 85  | 75  | 1.133 |
|       | 10.  | Nottingham Forest | 42 | 42 | 16 | 10 | 16 | 69  | 63  | 1.095 |
|       | 11.  | Chelsea           | 42 | 42 | 15 | 12 | 15 | 83  | 79  | 1.051 |
|       | 12.  | Arsenal           | 39 | 42 | 16 | 7  | 19 | 73  | 85  | 0.859 |
|       | 13.  | Birmingham City   | 39 | 42 | 14 | 11 | 17 | 76  | 89  | 0.854 |
|       | 14.  | Aston Villa       | 39 | 42 | 16 | 7  | 19 | 73  | 86  | 0.849 |
| [ 2 ] | 15.  | Bolton            | 38 | 42 | 14 | 10 | 18 | 65  | 87  | 0.747 |
|       | 16.  | Everton           | 37 | 42 | 13 | 11 | 18 | 65  | 75  | 0.867 |
|       | 17.  | Leeds Utd         | 37 | 42 | 14 | 9  | 19 | 51  | 63  | 0.810 |
|       | 18.  | Leicester City    | 33 | 42 | 14 | 5  | 23 | 91  | 112 | 0.813 |
|       | 19.  | Newcastle Utd     | 32 | 42 | 12 | 8  | 22 | 73  | 81  | 0.901 |
|       | 20.  | Portsmouth        | 32 | 42 | 12 | 8  | 22 | 73  | 88  | 0.830 |
|       | 21.  | Sunderland        | 32 | 42 | 10 | 12 | 20 | 54  | 97  | 0.557 |
|       | 22.  | Sheffield Weds    | 31 | 42 | 12 | 7  | 23 | 69  | 92  | 0.750 |

Legenda:
      Campione d'Inghilterra e qualificata in Coppa dei Campioni 1958-1959.
      Retrocessa in Second Division 1958-1959.
Regolamento:
Due punti a vittoria, uno a pareggio, zero a sconfitta.
A parità di punti le squadre venivano classificate secondo il quoziente reti.

## Statistiche

### Squadre

#### Capoliste solitarie
Fonte:
|    | —— | —— | —— | —— | —— | —— | ——         | ——         | ——  | ——  | ——  | ——            | ——            | ——            | ——            | ——            | ——            | ——            | ——            | ——            | ——            | ——            | ——            | ——            | ——            | ——            | ——            | ——            | ——            | ——            | ——            | ——            | ——            | ——            | ——            | ——            | ——            | ——            | ——            | ——            | ——            | —— |  |
|    |    | MU |    |    | MU |    | Nottingh F | Nottingh F |     | NF  |     | Wolverhampton | Wolverhampton | Wolverhampton | Wolverhampton | Wolverhampton | Wolverhampton | Wolverhampton | Wolverhampton | Wolverhampton | Wolverhampton | Wolverhampton | Wolverhampton | Wolverhampton | Wolverhampton | Wolverhampton | Wolverhampton | Wolverhampton | Wolverhampton | Wolverhampton | Wolverhampton | Wolverhampton | Wolverhampton | Wolverhampton | Wolverhampton | Wolverhampton | Wolverhampton | Wolverhampton | Wolverhampton | Wolverhampton | Wolverhampton |    |  |
|    |    |    |    |    |    |    |            |            |     |     |     |               |               |               |               |               |               |               |               |               |               |               |               |               |               |               |               |               |               |               |               |               |               |               |               |               |               |               |               |               |               |    |  |
|    |    |    |    |    |    |    |            |            |     |     |     |               |               |               |               |               |               |               |               |               |               |               |               |               |               |               |               |               |               |               |               |               |               |               |               |               |               |               |               |               |               |    |  |
| 1ª | 2ª | 3ª | 4ª | 5ª | 6ª | 7ª | 8ª         | 9ª         | 10ª | 11ª | 12ª | 13ª           | 14ª           | 15ª           | 16ª           | 17ª           | 18ª           | 19ª           | 20ª           | 21ª           | 22ª           | 23ª           | 24ª           | 25ª           | 26ª           | 27ª           | 28ª           | 29ª           | 30ª           | 31ª           | 32ª           | 33ª           | 34ª           | 35ª           | 36ª           | 37ª           | 38ª           | 39ª           | 40ª           | 41ª           | 42ª           |    |  |

### Individuali

#### Classifica marcatori
Fonte:
| Gol | Rigori |  | Giocatore      | Squadra         |
| --- | ------ |  | -------------- | --------------- |
| 36  |        |  | Bobby Smith    | Tottenham       |
| 34  |        |  | Tommy Thompson | Preston N.E.    |
| 33  | 2      |  | Gordon Turner  | Luton           |
| 29  |        |  | Jimmy Murray   | Wolverhampton   |
| 25  | 5      |  | Tom Finney     | Preston N.E.    |
| 25  |        |  | Joe Hayes      | Manchester City |
| 24  |        |  | David Herd     | Arsenal         |
| 24  |        |  | Bobby Robson   | West Bromwich   |
| 23  |        |  | Norman Deeley  | Wolverhampton   |
| 22  | 7      |  | Ronnie Allen   | West Bromwich   |
| 22  |        |  | Jimmy Greaves  | Chelsea         |
| 22  |        |  | Len White      | Newcastle Utd   |
| 20  | 4      |  | Hugh Baird     | Leeds Utd       |
| 20  |        |  | Peter Murphy   | Birmingham City |
| 20  | 3      |  | Arthur Rowley  | Leicester City  |